# Örn Clausen
Örn Clausen (ur. 8 listopada 1928 w Reykjavíku, zm. 12 grudnia 2008 tamże) – islandzki lekkoatleta, wieloboista i sprinter, medalista mistrzostw Europy z 1950.
Zajął 12. miejsce w dziesięcioboju na igrzyskach olimpijskich w 1948 w Londynie. Startował na tych igrzyskach także w biegu na 100 metrów, ale odpadł w eliminacjach.
Zdobył srebrny medal w dziesięcioboju na mistrzostwach Europy w 1950 w Brukseli. Pokonał go jedynie Ignace Heinrich z Francji.
Kilkakrotnie poprawiał rekord Islandii w dziesięcioboju do wyniku 7543 punkty (według obecnej punktacji 6932). Był to trzeci wynik na świecie w 1951. Clausen był również rekordzistą Islandii w biegu na 110 metrów przez płotki (14,7 s), biegu na 200 metrów przez płotki (24,4 s) i biegu na 400 metrów przez płotki (54,7 s, wszystkie z 1951).
Jego brat bliźniak Haukur Clausen również był lekkoatletą sprinterem, olimpijczykiem z 1948, 5. zawodnikiem na 100 metrów na mistrzostwach Europy w 1950.